# Chinghaipsylla bisinuosa
Chinghaipsylla bisinuosa är en loppart som beskrevs av Liu Chiying, Tsai Liyuen et Wu Wenching 1974. Chinghaipsylla bisinuosa ingår i släktet Chinghaipsylla och familjen smågnagarloppor. Inga underarter finns listade i Catalogue of Life.